# جائزة جودل

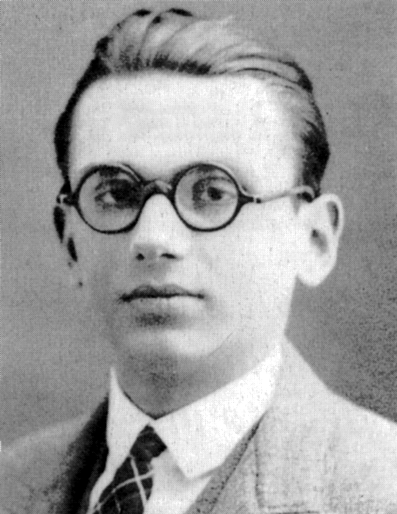

جائزة جودل (بالإنجليزية: Gödel Prize)‏ هي جائزة سنويَّة، تُمنح للأبحاث المتميزة في مجال علوم الحاسوب النظري مُشاركةً من قِبل الجمعية الأوروبية لعلوم الحاسوب النظرية (EATCS) ومجموعة رابطة مكائن الحوسبة المعنية بشكل خاص بالخوارزميات ونظرية الحوسبة (ACM SIGACT)، وقد سُميت الجائزة بهذا الاسم نسبةً لكورت غودل، وهو فيلسوف نمساوي أمريكي بارز وعالم بالرياضيات والمنطق، وفيما يتعلق بعلوم الحاسوب النظرية، كان أول من ذكر مسألة كثير الحدود وكثير الحدود غير القطعي (P versus NP)، وذلك في رسالة وجهها عام 1956 لجون رون نيومان سائلاً إياه فيها عن إمكانية حل مسألة كثيرة حدود غير قطعية كاملة في زمن تربيعي أو خطي.
وقد قُدّمت جائزة غودل منذ عام 1993، ويتم التكريم إما خلال ندوة رابطة مكائن الحوسبة السنوية عن نظرية الحوسبة (STOC)، والتي تُعد إحدى المؤتمرات الرئيسية عن علوم الحاسوب النظرية المُقامة في أمريكا الشمالية، أو في الندوة الدولية عن التشغيل الذاتي، واللغات والبرمجة (ICALP)، وهي من أهم المؤتمرات الأوروبية في هذا المجال، وحتى يكون المرء جديراً بالجائزة، ينبغي أن يكون قد نشر بحثاً له في دورية محكّمة خلال السنوات الـ14 الماضية (كانت المدة 7 سنوات سابقاً)، وتتضمن الجائزة مكافأة قدرها 5000 دولاراً أمريكياً.
ويجري اختيار الفائز بالجائزة بواسطة لجنة مؤلفة من ستة أعضاء، إذ يعيّن كل من رئيس الـ(EATCS) ورئيس الـ(SIGACT) ثلاثة أعضاء فيها، وذلك لمدة ثلاثة سنوات متعاقبة، ويرأس اللجنة ممثلون من الجهتين بالتناوب.

## الفائزون بالجائزة
| السنة | الاسم أو الأسماء | ملاحظات | سنة النشر        |
| ----- | --- | --- | ---------------- |
| 1993  | لازلو باباي، وشافي غولدواسر، وسيلفيو ميكالي، لاوشلومو موران، وتشارلز راكوف.                                                     | لتطوير أنظمة الأدلّة التفاعلية | 1988, 1989       |
| 1994  | يوان هوستا | لابتكاره حداً أسّياً أدنى لحجم الدارات البوليانية ثابتة العمق (لابتكار دالة التكافؤ، وهي دالة بوليانية تبلغ قيمتها 1 إذا تحقق الشرط اللازم والكافي بأن يمتلك متّجه الإدخال عدداً فردياً من القيمة 1.)                   | 1989             |
| 1995  | نيل إيميرمان وروبيرت سيليبتشينيي                                                                                                | لنظرية إيميرمان- سيليبتشينيي المتعلقة بتعقيد الفراغ غير القطعي. | 1988, 1988       |
| 1996  | مارك جيروم وأليستير سينكلير | لعملهما على سلاسل ماركوف والمصفوفات. | 1989, 1989       |
| 1997  | جوزيف هالبيرن ويورام موسى | لتحديد مفهوم رسمي للـ«معرفة» في بيئات موزّعة. | 1990             |
| 1998  | سينوسوكي تودا | لابتكار نظرية تودا التي أظهرت ترابطاً بين عد الحلول (بي بي –في التعقيد الحسابي–) وتغيير محددات الكمية (بي اتش–في التعقيد الحسابي–).                                                                                | 1991             |
| 1999  | بيتر شور | لابتكاره خوارزمية شور لتحليل الأعداد إلى عوامل في الزمن متعدد الحدود على حاسوب كمومي. | 1997             |
| 2000  | موشي واي. فاردي وبيير فولبر | لعملهما على المنطق الزمني لدى آلات التشغيل الذاتي ذات الحالات المنتهية | 1994             |
| 2001  | سانجيف أرورا، ويوريل فيج، وشافي غولدواسر، وكارستين لوند، ولازلو لوفاز، وراجيف موتواني، وشموئيل صفرا، ومادو سودان، وماريو زيجيدي | لابتكار نظرية بي سي بي (PCP) –والتي تنص على أن أية معضلة حسم ضمن نمط تعقيد حسابي كثير حدود غير قطعي تمتلك إثباتاً قابلاً للتحقق احتمالياً لتعقيد تساؤلي ثابت وآخر لعشوائية لوغاريتمية– وتطبيقاتها على صعوبة التقريب. | 1996, 1998, 1998 |
| 2002  | جيرو سينيزيرج | لإثبات أن تكافؤ أوتومات الدفع السفلي القطعي قابل للحسم. | 2001             |
| 2003  | يوآف فرويند وروبيرت شاباير | لابتكارهمها خوارزمية آدابوست في التعلم الآلي. | 1997             |
| 2004  | موريس هيرليهي، ومايكل ساكس، ونير شافيت، وفوتيوس زاهاروغلو                                                                       | لتطبيقات الطوبولوجيا على نظرية الحوسبة الموزّعة. | 1999, 2000       |
| 2005  | نوغا ألون، ويوسي ماتياس، وماريو زيجيدي                                                                                          | لمساهمتهم التأسيسية في خوارزميات تدفق البيانات. | 1999             |
| 2006  | مانيندرا أغراوال، ونيراج كايال، ونيتين ساكسينا                                                                                  | لابتكارهم اختبار أ.ك.أس لأولية عدد ما. | 2004             |
| 2007  | أليكساندر رازابوروف، وستيفين روديتش                                                                                             | لعملهما على الإثباتات الطبيعية. | 1997             |
| 2008  | دانييل سبيلمان، وشانغوا تينغ | للتحليل السلس للخوارزميات. | 2004             |
| 2009  | عمر رينغولد، وسليل فادان، وآفي فيغدرسون                                                                                         | للناتج المتعرج في الرسم البياني، والإس إل في الفضاء اللوغاريتمي. | 2002, 2008       |
| 2010  | سانجيف آرورا، وجوزيف إس. بي. ميتشيل                                                                                             | لاكتشافهما المتزامن لنظام التقريب الزمني متعدد الحدود (PTAS) لمسألة البائع المتجول الإقليدي (ETSP). | 1998, 1999       |
| 2011  | يوان هوستا | لإثباته النتيجة الاستمثالية غير القابلة للتقريب للعديد من المسائل التوافقية. | 2001             |
| 2012  | إلياس كوتسوبياس، وكريستوس باباديميتريو، ونعوم نيسان، وأمير رونين، وتيم روفغاردين، وإيفا تاردوس                                  | لوضع مبادئ لنظرية الألعاب الخوارزمية. | 2009, 2002, 2001 |
| 2013  | دان بونيه، وماثيو كيه. فرانكلين، وأنتوان جو                                                                                     | لتبادل مفتاح ديفي-هيلمان متعدد الأطراف، ونظام بونيه-فرانكلين في التشفير. | 2003, 2004       |
| 2014  | رونالد فاجين، وآمنون لوتيم، وموني نائور                                                                                         | لضم الخوارزميات الامتثالي للبرمجيات الوسيطة | 2003,            |
| 2015  | دانييل سبيلمان، وشانغوا تينغ | لسلسلة أبحاثهما عن حلول لابلاس ذات الزمن قرب الخطي. | 2011 2013 2014   |
| 2016  | ستيفين بروكس وبيتر دبليو. أوهيرن                                                                                                | لاختراعهما منطق الفصل المتزامن. | 2007, 2007       |
| 2017  | سينثيا دوورك، وفرانط ماكشيري، وكوبي نسيم، وأدم سميث                                                                             | اختراعهم الخصوصية التمايزية. | 2006             |
| 2018  | أوديد ريجيف | لتقديمه مسألة التعلم مع أخطاء. | 2009             |